# Комплекс будинків по вулиці Стрийській, 50—76в
Комплекс будинків по вулиці Стрийській, 50—76в («Міські будинки») — комплекс із 16 житлових будинків у Франківському районі Львова, розташований по вулиці Стрийській, на розі з вулицею Академіка Сахарова, під № 50—76в. Має статус пам'ятки архітектури місцевого значення (охоронний № 2202).

## Історія
Проєкт житлового комплексу у стилі раннього функціоналізму розробив 1925 року львівський архітектор Міхал Риба. Як і низку інших подібних будівельних проєктів міжвоєнного періоду даний комплекс задумували як дешеве і доступне житло. Його спорудження почалося 1926 року, і завершилося 1930 року. Першими мешканцями комплексу, який отримав серед львів'ян назву «Міські будинки», стали викладачі та професори Львівської політехніки.
У 1950-х роках у будинку № 52 в 1950-х роках розміщувалася дитяча трудова колонія № 2, у будинку № 66 — ремонт взуття.
6 липня 2023 року будинок № 66 зазнав ракетної атаки з боку Росії і був частково зруйнований.

## Опис
Комплекс складається з 16 чотириповерхових будинків, зведених навколо замкнутого внутрішнього двору. Фасади скромно оздоблені у стилі функціоналізму. Будинки за оформленням подібні один до одного, більшість з них прямокутні у плані, прикрашені невисоким ризалітом по центральній осі, завершеним трикутним або ступінчастим (у будинках, що виходять на вулицю Сахарова), фронтоном. Вікна невеликі, прямокутні або напівкруглі. Будинки №№ 50, 56, 64 та 76 — наріжні, у плані заокруглені, їхні фасади, розчленовані горизонтально тягами, майже позбавлені декору. 
Під'їзди будинків оформлені однотипно, вхідні двері дерев'яні, поручні сходів металеві із дерев'яним верхом, прикрашені стилізованими металевими прикрасами у формі квітів. Більшість під'їздів виходять на внутрішнє подвір'я, квартири за площею невеликі, подекуди збереглися дерев'яні вхідні двері до квартир.